# Labmagen
Der Labmagen  oder Käsemagen (Abomasum) ist ein Verdauungsorgan bei Wiederkäuern (Ruminantia). Er wird häufig als der „vierte Magen“ der Wiederkäuer bezeichnet. Tatsächlich entspricht der Labmagen (Drüsenmagen) dem eigentlichen Magen (Gaster) der Monogastrier (Tieren mit einhöhligem Magen), während die anderen Mägen, also Pansen (Rumen), Netzmagen (Reticulum) und Blättermagen (Psalter) als sogenannte Vormägen keine Drüsenschleimhaut besitzen.

## Anatomie und Topographie
Der Labmagen liegt in der Gegend des Brustbein-Schwertfortsatzes der unteren Bauchwand auf und verläuft schräg von links-vorne nach rechts-hinten. Er stellt ein langgezogenes birnenförmiges Gebilde dar, dessen Inhalt beim Rind 10–20 l beträgt. Bei Neugeborenen macht der Labmagen im Vergleich zu den Vormagenabteilungen etwa 50 % aus. Nach Ausbildung der Vormagenabteilungen liegt sein Anteil in der 38. Lebenswoche nur noch bei 10–20 % des gesamten Vormagen-Labmagen-Systems. Man unterscheidet eine kleine und eine große Krümmung (Curvatura major und minor). Der Labmagen ist mit einer Drüsenschleimhaut ausgekleidet und durch das Vorkommen von Spiralfalten gekennzeichnet. Zwei kleinere Falten im Bereich der kleinen Krümmung begrenzen die Labmagenrinne, Sulcus abomasi. Sie ist die Fortsetzung der von Sulcus reticuli des Netzmagens und Sulcus omasi des Blättermagens gebildeten Magenrinne (Sulcus ventriculi).

## Verdauungsphysiologie
Nachdem der Nahrungsbrei im Pansen von Mikroorganismen vorverdaut, nochmals gekaut und im Blättermagen entwässert wurde, erfolgt im Labmagen die Absenkung des pH-Wertes (durch Salzsäure) und der Beginn der Verdauung durch körpereigene Enzyme.
Eine zusätzliche wichtige Funktion des Labmagens ist die Nahrungsspeicherung. Bei erwachsenen Wiederkäuern entspricht die Labmagenverdauung im Prinzip der des einhöhligen Magens. Neben der typischen Magenmotorik in Form einer vom Mageneingang zum Pförtnerteil sich steigernden Muskelbewegung treten im Labmagen charakteristische Anspannungsschwankungen der glatten Wandmuskulatur auf, die weitgehend unabhängig von den Vormagenbewegungen verlaufen. Die ständige Passage von Vormageninhalt hält die Labmagenbewegung kontinuierlich aufrecht.

### Milchverdauung bei saugenden Jungtieren
Bei Jungtieren, die noch Milch saugen, wird im Labmagen das Labferment (Enzymmischung aus Pepsin und Chymosin) erzeugt. Mit diesem Lab, kombiniert mit dem niedrigen pH-Wert, wird das Kasein in der Milch gespalten, die geronnene Milch kann dann weiterverdaut werden.
Die Milch wird dabei direkt in den Labmagen weitergeleitet, sie darf nicht in den Pansen gelangen. Das wird anfangs durch den Schlundrinnenreflex gesteuert, der die Öffnung zum Pansen verschließt. Später verschwindet dieser Reflex durch die Umstellung auf Grobfutter. In der Übergangszeit von Milch auf Grünfutter und Wasser schaffen es die Tiere aber trotzdem, getrunkene Milch in den Labmagen, getrunkenes Wasser in den Pansen zu leiten.

## Erkrankungen
Die Labmagenverlagerung (Dislocatio abomasi) ist eine vor allem bei Milchkühen kurz nach dem Abkalben häufig auftretende Krankheit. Die Labmagenentzündung (Abomasitis) tritt meist im Zusammenhang mit anderen Erkrankungen und nur selten isoliert auf.

## Verarbeitung zum menschlichen Verzehr
Aus Labmägen von Kälbern wird Lab für die Käseherstellung gewonnen.
Labmägen werden auch zu Kuttelspezialitäten wie dem italienischen Lampredotto, dem türkischen Schirden (Širden) oder dem koreanischen Makchang verarbeitet.